# D5 HD

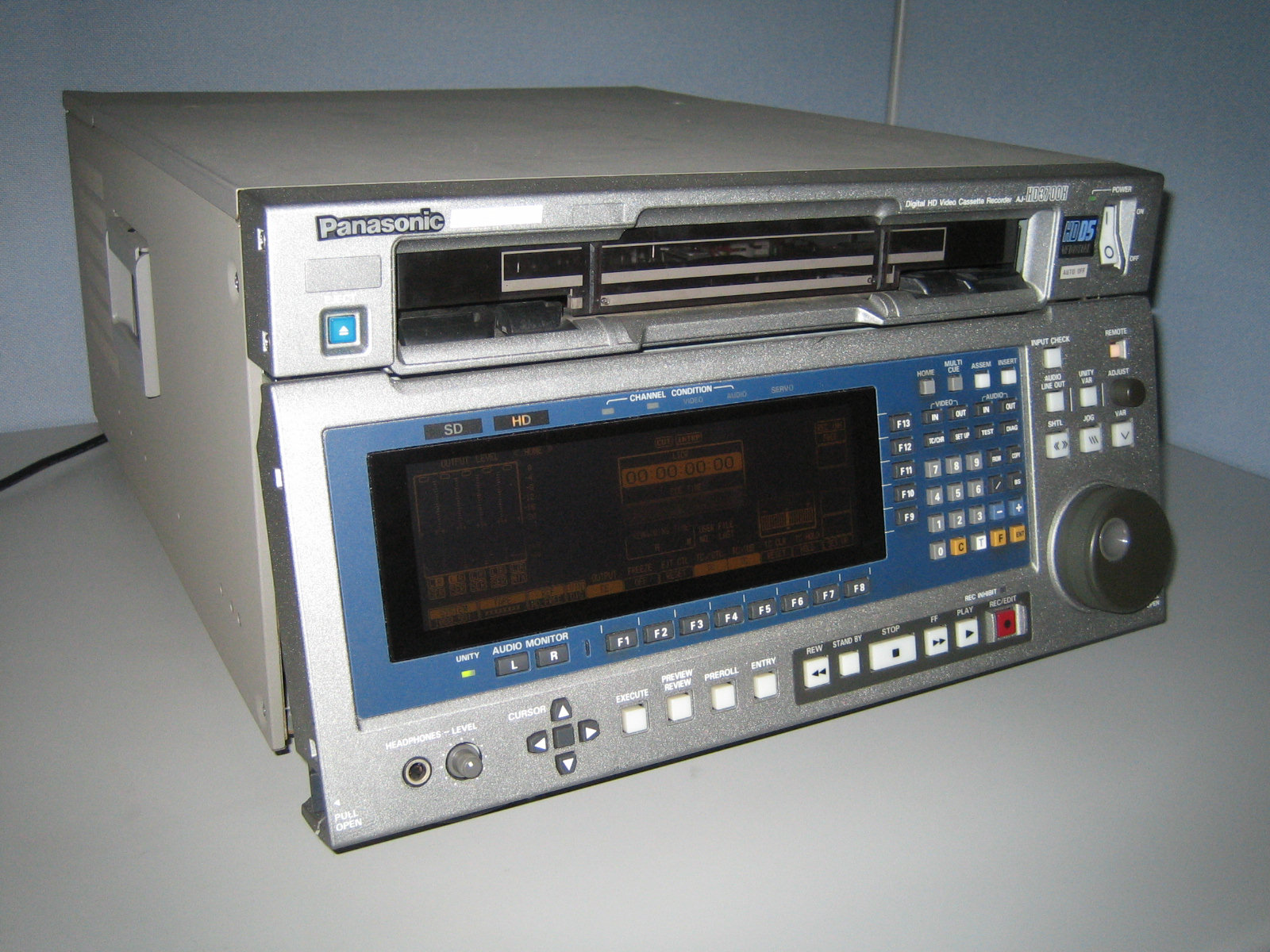
Panasonic D-5 HD VTR AJ-HD3700H

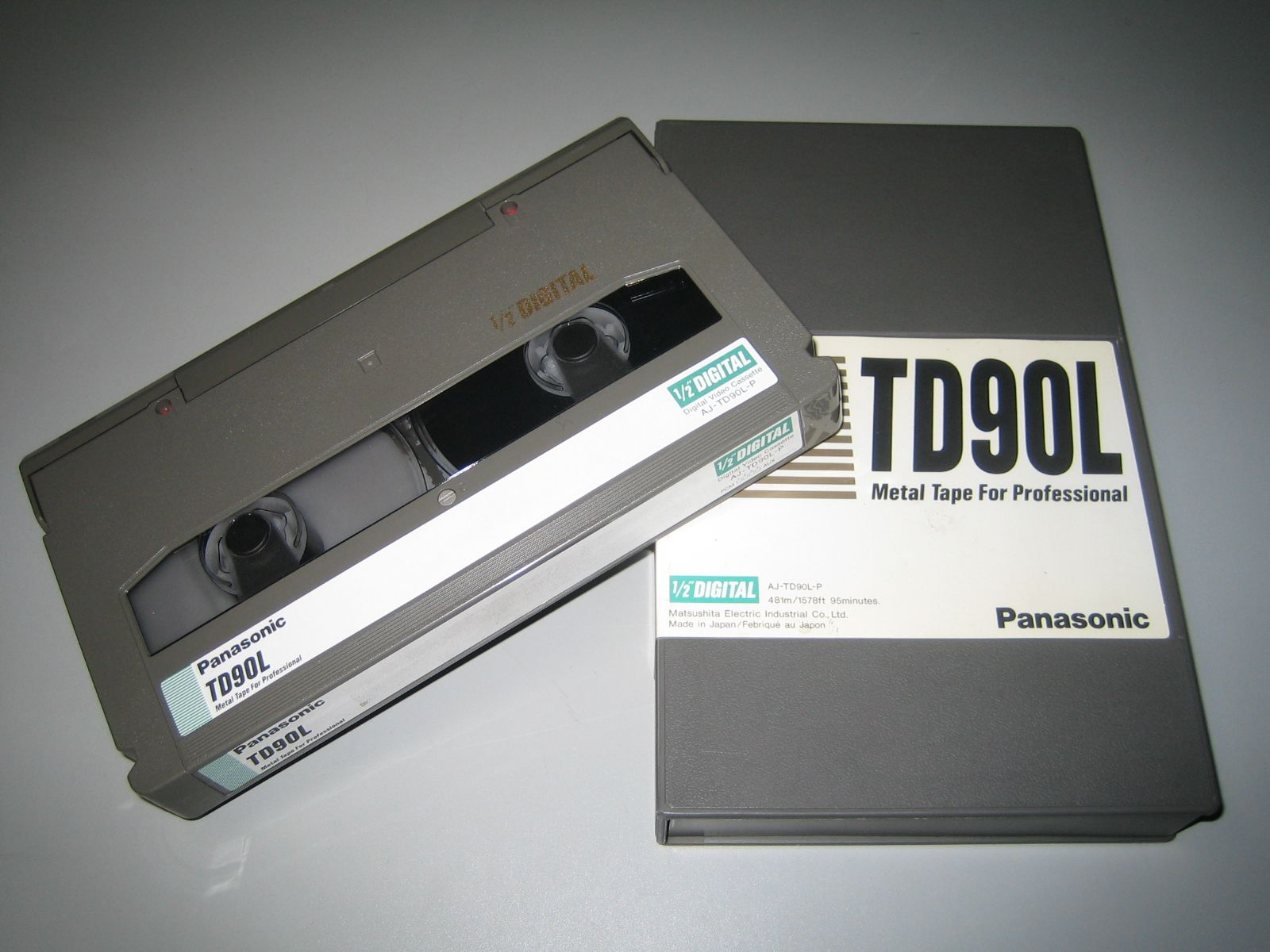
Una Cinta de Casete para D-5 HD (Medio)

D-5 es un formato de video digital profesional introducido por Panasonic en 1994.  Al igual que el D-1 de Sony (8 bits), es un sistema de componentes digitales sin comprimir (10 bits), pero utiliza las mismas cintas de media pulgada que el formato D-3 compuesto digital de Panasonic. Una cinta D3 de 120 min. grabará 60 min. en modo D-5/D-5 HD. Asimismo, se pueden adaptar los decks de definición estándar D-5 para grabar en alta definición con el uso de una caja de entrada / salida HD externa. La conversión de la platina HD no permite ninguna corrección de errores que exista en las grabaciones de definición estándar, ya que se requiere el ancho de banda completo de la cinta para la grabación HD. 

## D-5 HD
D-5 HD utiliza videocintas de video D-5 estándar para grabar material de alta definición, utilizando una compresión dentro del cuadro con una relación de 4: 1.  D-5 HD es compatible con los estándares de líneas entrelazadas 1080 y 1035 tanto en 60   Hz y 59.94   Frecuencias de campo de Hz, todos los 720 estándares de línea progresivos y el estándar de línea progresiva de 1080 a 24, 25 y 30 fotogramas.  Cuatro 48   Canales de audio PCM de 24 kHz a kHz, u ocho 48   Los canales de kHz de 20 bits, también son compatibles.  D-5 se ejecuta a diferentes velocidades de datos para diferentes formatos (tomado del manual de hardware para el AJ-HD3700B : 
- 323 Mbit/s (1080/59.94i/8CH, 720/59.94p/8CH, 480/59.94i/8CH)
- 319 Mbit/s (576/50i/8CH)
- 300 Mbit/s (1080/59.94i/4CH, 720/59.94p/4CH, 480/59.94i/4CH)
- 258 Mbit/s (1080/23.98p/8CH, 1080/24p/8CH)
- 269 Mbit/s (1080/50i/8CH, 1080/25p/8CH, 576/50i/4CH)

Por lo general, el material HD se captura para la postproducción de proyectos cinematográficos, por lo que el equipo de escaneo D-5 HD es más barato por hora que un escaneo de película de resolución total de 2K.  Las películas fotografiadas en cinta digital de alta definición, como Star Wars Episode II , Superman Returns y Miami Vice,  se graban, generalmente, en un formato de 1080p, sin embargo, estas se produjeron principalmente utilizando los formatos HDCAM y HDCAM SR de Sony. A partir de 2010, no se han ofrecido a la venta videocámaras D-5 HD. Panasonic, en cambio, a partie del mismo año, comercializa videocámaras DVCPRO HD y P2 para la producción de campo de imágenes de 720P o 1080i y 1080p.
En 2007, Panasonic introdujo unas cajas añadidas (AJ-HDP2000), aquello deja un estándar D-5 VTR para codificar una resolución material de 2K (2048 x 1080) con un espacio de color 4:4:4 a una cinta D-5 que utiliza el estándar de industria basada en la compresión JPEG2000 wavelet.